# Karel van Brimeu

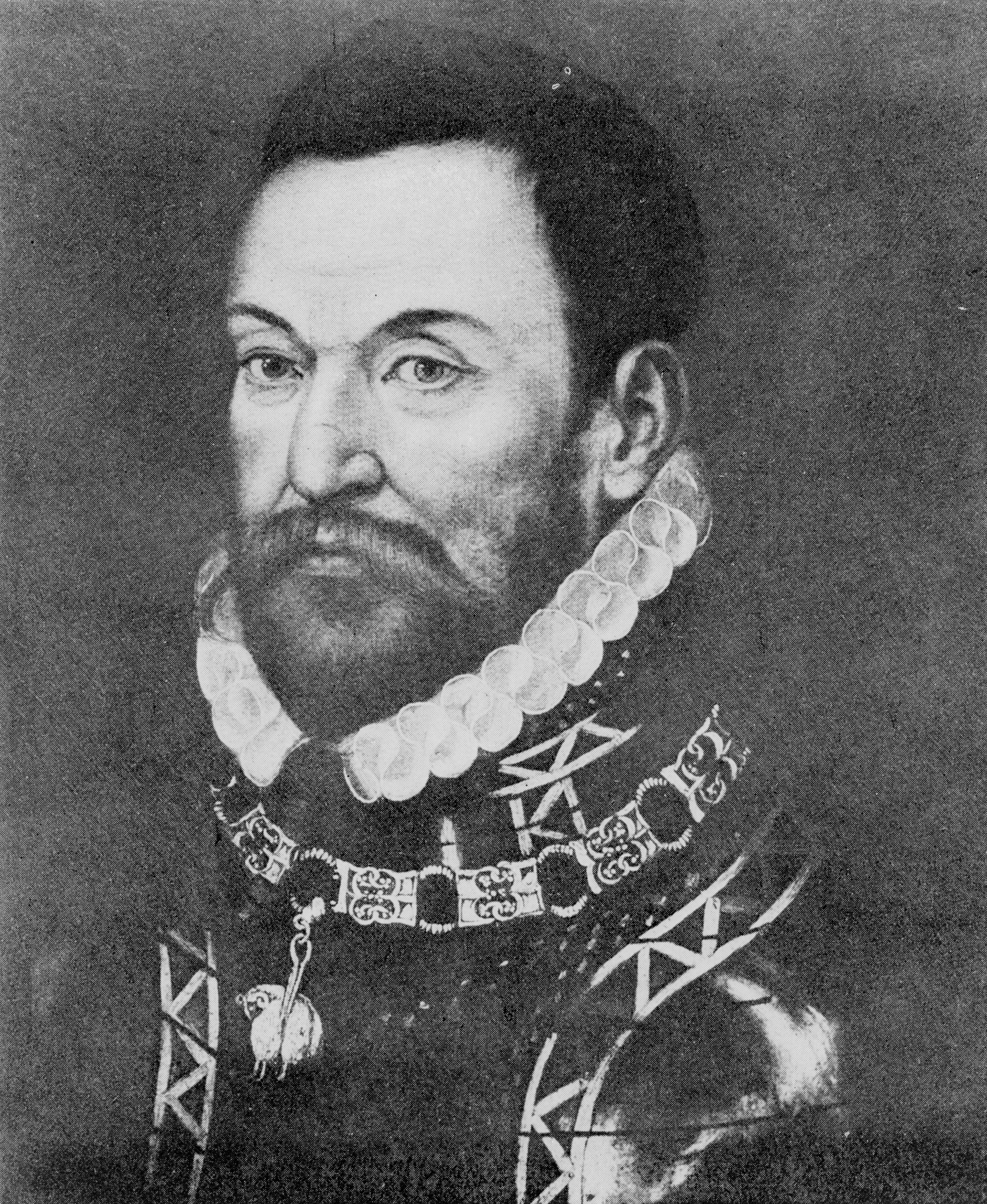
Anoniem portret (derde kwart 16e eeuw, Muzeum Narodowe we Wrocławiu)

Karel van Brimeu (geboren ca. 1523 – overleden Zwolle 7 januari 1572) was graaf van Megen, heer van Humbercourt, Houdain en Éperlecques, stadhouder van Gelre en Zutphen en (vanaf 1568) van Friesland, Groningen, Drenthe, Overijssel en Lingen. Hij was ridder in de Orde van het Gulden Vlies en lid van de Raad van State in Brussel.

## Voorgeschiedenis
De grootvader van Karel, Guy van Brimeu, heer van Humbercourt en stadhouder van diverse gebieden, kocht in 1469 het graafschap Megen. In 1472 kreeg hij van Karel de Stoute de heerlijkheid Wezemaal in leen, waaraan het maarschalkschap van Brabant was verbonden. Hij  had zitting in de Raadkamer van Bourgondië, die in het gebied van Karel de Stoute het bestuur en de rechtspraak moest centraliseren. Dit instituut werd gehaat door de steden en in 1477 had Gent een aantal leden ervan gevangen genomen en geëxecuteerd, waaronder Guy van Brimeu. Zijn zoon Eustachius, vader van Karel, erfde het graafschap Megen en de heerlijkheden Wezemaal en Humbercourt. In 1540 werd hij beleend met de heerlijkheid Maasakker. Verder was hij maarschalk van Brabant. Hij had twee zonen, Karel en George, die na zijn overlijden in 1547 een geschil hadden met hun moeder over de erfenis. Zij riep de hulp in van de landvoogdes en het duurde tot 11 juli 1549, voordat Karel officieel met het graafschap Megen werd beleend.

## Vroege loopbaan
Karel kreeg in 1554 in de rang van kolonel 15 compagnieën uit het regiment van wijlen Maarten van Rossum onder zijn bevel. Daarmee moest hij vanuit Luxemburg de troepenbewegingen van de Fransen observeren. Hij werd in 1555 ridder van het Gulden Vlies, lid van de Raad van State en stadhouder van Luxemburg. In 1558 werd hij benoemd tot kapitein-generaal van Henegouwen en in 1560 verving hij de graaf van Horne als stadhouder van Gelderland. In 1561 verkocht hij de heerlijkheid Wezemaal aan Gaspard Schetz, heer van Grobbendonk.

De Lage Landen omstreeks 1350

De reorganisatie van de bisdommen in de Nederlanden werd centraal geregeld door Filips II van Spanje en het wekte veel weerstand. In 1561 benoemde hij Wilhelmus Lindanus tot bisschop van Roermond en in mei 1562 werd deze door aartsbisschop Granvelle tot bisschop gewijd. Maar door tegenwerking van de Staten van Gelre en de stad Roermond lukte het hem niet zijn bisschopszetel te bezetten. Viglius probeerde via de landvoogdes vanaf november 1562 Karel tot medewerking te bewegen, maar deze verzon de ene tegenwerping na de andere. Pas in 1569 kon Lindanus onder de tirannie van Alva zijn zetel bezetten.

## Lid van de Liga
Steeds meer leden van de hoge adel in de Nederlanden hadden moeite met de Spaanse centralistische politiek, die ten koste ging van hun eigen invloed. Bovendien werden ketters steeds wreder vervolgd, wat onrust in de steden veroorzaakte. De hoge adel vormde in 1562 de Liga tegen Granvelle omdat hij in Brussel de belangrijkste raadsman van Filips II was. De edelen  Egmont, Oranje en Horne vormden de kern van de Liga, waar zich zeven anderen bij aansloten, waaronder Karel van Brimeu. Ze drongen aan op het ontslag van Granvelle en dat gebeurde in 1564, maar de kettervervolging ging door. Toen na de beeldenstorm er ongenadig werd ingegrepen, besloten een aantal leden van de Liga en van het Eedverbond der Edelen in opstand te komen tegen de koning. Karel van Brimeu hield zich daarvan afzijdig.

## Schrik van de Geuzen
Na de bekendmaking eind 1566 dat de hertog van  Alva de nieuwe landvoogd zou worden, toonde Karel openlijk zijn toewijding aan de koning. Hij werd door de landvoogdes naar Antwerpen gestuurd om daar de  rust te herstellen, maar hij veroorzaakte juist onrust. Hij nam in december 1566 deel aan het beleg van Valencijn (Valenciennes) en verdreef de geuzentroepen die de stad kwamen ontzetten. 
Ondertussen had hij soldaten naar Harderwijk gestuurd. Daar waren ketterse predikanten toegelaten, was de drost afgezet en was het blokhuis bezet. De soldaten moesten het blokhuis weer overnemen, maar in plaats daarvan nam het stadsbestuur hen gevangen. De stadhouder eiste dat ze zouden worden vrijgelaten en als de stad dat niet deed zou zijn straf zo erg zijn dat ‘wijff und kinderen tselve sullen beclagen und beschreyden’. Harderwijk gaf toe nadat de soldaten hadden gezworen geen wraak te nemen.
In februari 1567 lag Karel met zijn soldaten in Vught om vandaaruit Den Bosch in te nemen. De calvinisten wisten hen vanuit Den Bosch met kanonvuur te verdrijven. Vervolgens trok Karel naar Utrecht en bezette die stad voordat de geus Hendrik van Brederode dat vanuit Amsterdam kon doen. Karel voorkwam ook dat soldaten van Brederode Amsterdam konden bereiken. Deze soldaten weken uit naar Waterland en trokken plunderend door Noord-Holland richting Hoorn en Medemblik, waar ze door troepen van Karel werden verjaagd.
Op Pasen 30 maart 1567 trok hij met zijn troepen het eiland Walcheren binnen. Oranje kon niet langer zijn stadhouderschap uitoefenen omdat hij gevlucht was en zijn gewesten werden toegedeeld aan anderen, waarbij Karel Graafschap Zeeland kreeg.
Hij ging in zijn eigen gebied strenger optreden tegen ketters. Hij gaf de steden opdracht hervormde predikanten de stad uit te jagen. In Venlo trad het stadsbestuur in 1566 streng op en de stadhouder prees het bestuur in zijn rapport aan de landvoogdes. In Roermond liet het stadsbestuur in april 1567 een ketterse predikant vertrekken en dat vond de stadhouder rijkelijk laat. Hij raadde het stadsbestuur aan bij de landvoogdes excuses te maken. De opdrachten van de wrede landvoogd Alva gaf hij ongewijzigd door aan zijn stadsbestuurders. Zo vond Alva dat hardnekkige ketters in de gevangenis daar meer schade aanrichtten met hun ‘vals en dwalende leer’ dan wanneer ze vrij waren geweest. Daarom wilde hij dat ze binnen 24 uur werden geëxecuteerd en dat vooraf ‘het vooreinde van hun tong moest worden gebrand’, zodat ze het toeschouwende volk tijdens hun tocht naar het schavot niet met hun dwalingen konden bereiken.

## Slag bij Heiligerlee
In het voorjaar van 1568 wist Alva dat Lodewijk van Nassau met een geuzenleger een aanval voorbereidde op de oostelijke of noordelijke gewesten van de Nederlanden. Stadhouder graaf van Arenberg, die in Brussel was, kreeg opdracht zo spoedig mogelijk naar zijn stadhouderschap in het noorden te gaan, omdat daar de dreiging het grootst was. Karel van Brimeu moest de oostgrens dekken. Op 23 april werd bekend dat het kasteel van Wedde in handen was van de geuzen en Alva gaf Karel van Brimeu bevel om vanuit Arnhem met 400 ruiters en 1500 voetsoldaten naar het noorden te trekken. Vanwege zijn goede reputatie als veldheer werd Karel tevens tot kapitein-generaal van de Nederlandse artillerie benoemd.

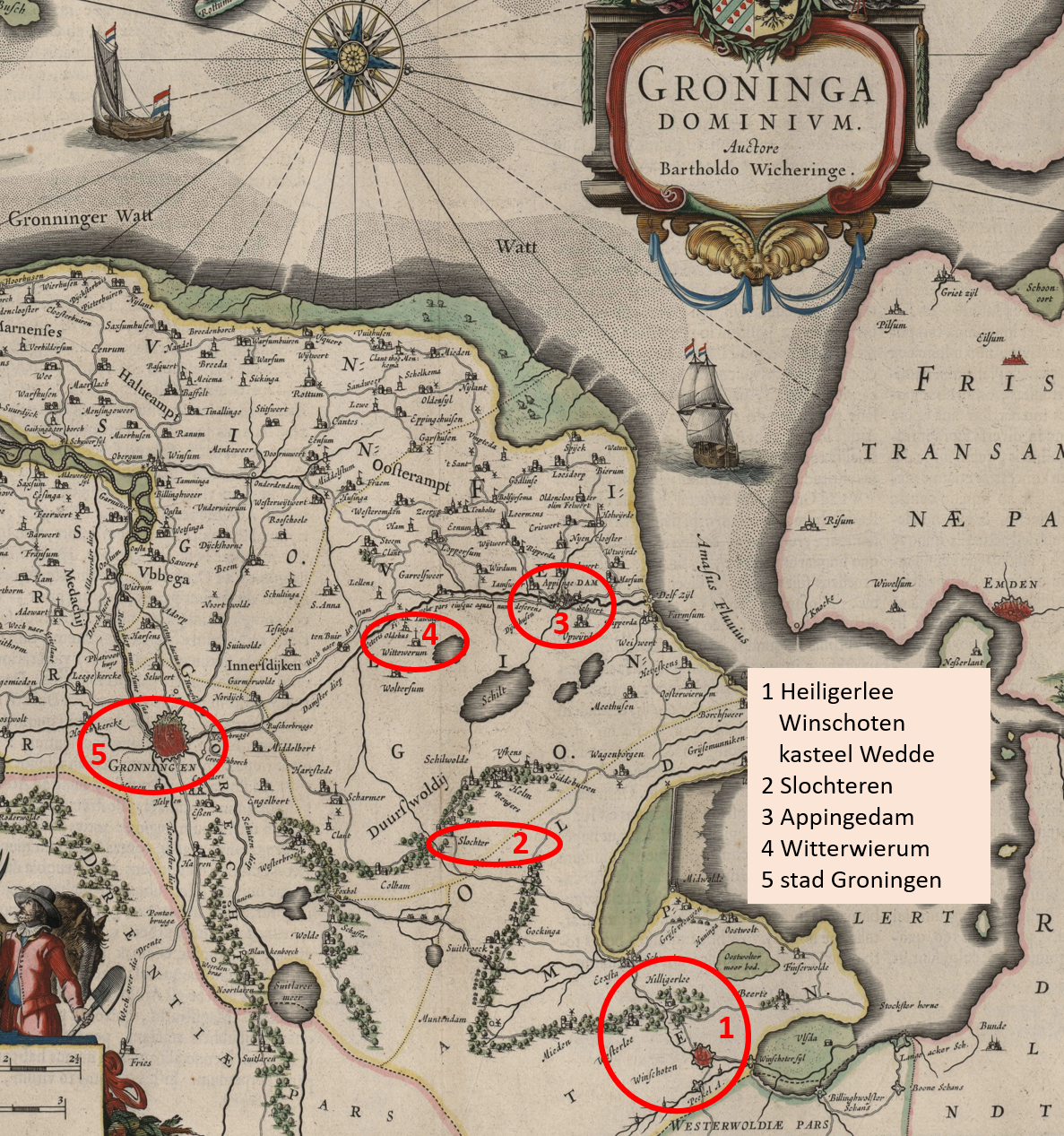
Plaatsen in Groningen die een rol speelden in april en mei 1568

Het leger van Lodewijk van Nassau was inmiddels aangegroeid tot ruim 12000 man. Op 8 mei werd bekend dat na Wedde ook Appingedam en Slochteren waren bezet. Arenberg en Brimeu vroegen Alva om meer soldaten. Gonzalo Braccamonte, de Spaanse commandant bij Den Bosch, ging met tien vendels naar Amsterdam, waar ze werden ingescheept om over de Zuiderzee en de Friese en Groninger Wadden naar Delfzijl te varen. Maar verder wilde Alva geen troepen uit de zuidelijke Nederlanden verplaatsen. Arenberg en Brimeu moesten maar de soldaten uit de steden en kastelen van hun eigen stadhouderschap weghalen. Op 11 mei werd een Spaansgezind vrijwilligerskorps van de stad Groningen bij Haren door de geuzen verslagen. 
Karel van Brimeu werd in Arnhem opgehouden omdat zijn soldaten eerst hun achterstallige soldij wilden hebben. Pas op 17 mei kon hij eindelijk op weg gaan. Op die dag waren de schepen met de soldaten van Braccamonte in Harlingen aangekomen. Door tegenwind konden ze over zee niet verder en ze trokken vanuit Harlingen langs Leeuwarden naar Groningen. Op 22 mei kwam Karel aan bij Coevorden en daar bleek dat de veenweg naar Ter Apel en Wedde als gevolg van de strenge vorst in april nog onbruikbaar was. Het zou wat langer duren voordat Karel zijn troepen bij die van Arenberg kon voegen. Alva had Arenberg bevolen daar op te wachten, maar deze kreeg berichten binnen dat de geuzen verder naar het westen wilden doorbreken. Arenberg liet daarom zijn troepen naar Appingedam optrekken en onderweg werd het klooster Wittewierum bezet. Een verkenningseenheid van geuzen te paard raakte daar slaags met soldaten van Braccamonte. De geuzen sloegen op de vlucht, achtervolgd door de mannen van Braccamonte. Dicht bij Appingedam werden nog meer geuzen verdreven, maar door het invallen van de nacht moest de achtervolging worden gestaakt. 
Die nacht benutte Lodewijk van Nassau om zijn troepen terug te trekken in de richting van Winschoten. De volgende ochtend merkte Arenberg dat de geuzen waren verdwenen. Zijn Spaanse officieren wilden de achtervolging voortzetten omdat ze dachten een snelle beslissende overwinning te behalen. Arenberg liet zich overhalen. Het geuzenleger had zich in slagorde opgesteld bij het klooster Heiligerlee. De aanval van de Spanjaarden werd afgeslagen en door de krachtige tegenaanval van de geuzen sloegen de Spanjaarden op de vlucht. Hun paniek sloeg over op de nog ordelijk opgestelde Duitse soldaten van Arenberg. Zijn soldaten werden verslagen en hijzelf sneuvelde. Karel van Brimeu was intussen het slagveld dicht genaderd toen Spaanse vluchtelingen hem tegemoet kwamen. Hij wist dat hij alleen niet opgewassen was tegen de geuzen en hij besloot de stad Groningen binnen te trekken, om te verhinderen dat de opstandelingen die stad als hun steunpunt zouden veroveren. Op 7 juni 1568 kreeg Karel de sleutels van de Groninger stadspoorten. Bij de volgende confrontatie in juli bij Jemmingen onder bevel van Alva voerde Karel het bevel over de Spaanse voorhoede. Lodewijk van Nassau werd verpletterend verslagen.

## Stadhouder van de noordoostelijke Nederlanden

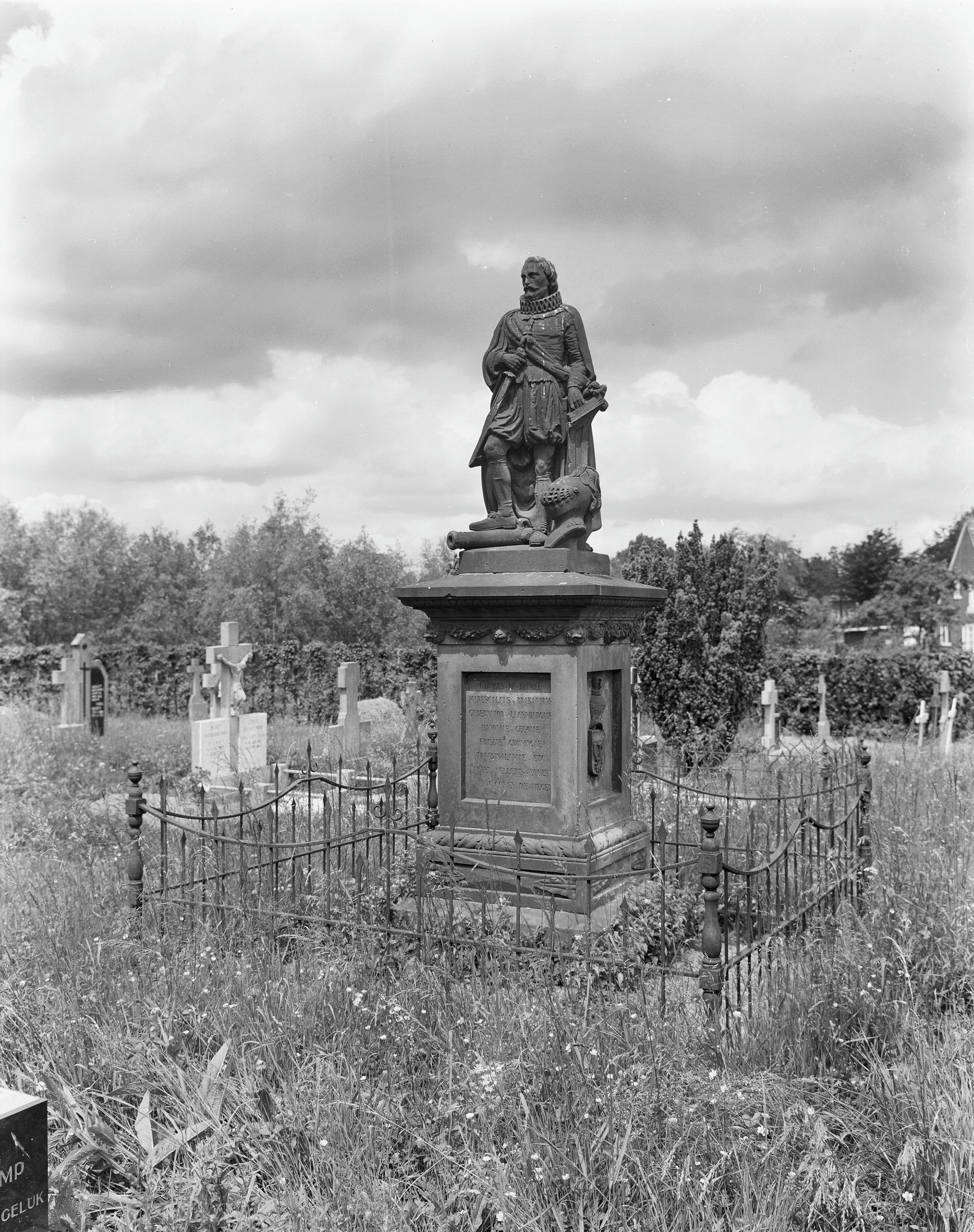
Het standbeeld van Karel van Brimeu boven zijn graf in Megen

Karel van Brimeu volgde stadhouder Arenberg op en daarmee was hij stadhouder over de noordoostelijke gewesten. In het noorden kreeg hij vanaf 1569 militaire steun van kolonel Caspar de Robles die van Alva opdracht had watergeuzen te bestrijden en de stad Groningen te versterken met een citadel.
De overstromingen door Allerheiligenvloed op 1 november 1570 maakte het noorden moeilijker verdedigbaar tegen de geuzen en toen de vorst inviel vreesde Karel een aanval over het ijs. Alva nam dat niet serieus en Karels verzoek om het slot te Vollenhove met ten minste tien man te beveiligen wees hij af. Wel gaf hij Karel in december 1570 opdracht om vier compagnieën Spanjaarden in Nijmegen samen te trekken om een aanval vanuit het oosten te voorkomen. De oorlogsvoering werd centraal vanuit Brussel gestuurd en de bezorgde klachten van Karel over de problemen bij de bevolking werden door Alva genegeerd of korzelig weerlegd.
Om de desastreuze gevolgen van de Allerheiligenvloed enigszins te verlichten had Karel op 14 november 1570 aan Alva gevraagd om financiële ondersteuning voor het noorden. Het was vergeefse moeite. Hij kreeg in Friesland te maken met verschillen van mening over de hoogte van de bijdrage aan het zeedijkonderhoud. In oktober 1571 werd hij door de koning benoemd tot voorzitter van een commissie van deskundigen om de geschillen op te lossen. Door zijn overlijden in februari 1572 kon hij die opdracht niet voltooien. Zijn voorzittersplaats werd ingenomen door Caspar de Robles.

## Nalatenschap
Karel had geen officiële nakomelingen. Zijn naaste verwant was Maria van Brimeu, de dochter van zijn overleden broer George, heer van Quierru, en zij werd gravin van Megen. Het graafschap bestond uit het stadje Megen en enkele omliggende dorpjes. 
Bij het vernieuwen van het kerkhof van de Sint Servatiuskerk in Megen in 1850 werd het graf van Karel van Brimeu herontdekt. Op de loden plaat waarmee de kist was afgedekt stond de tekst:

A.  1572, 7 JANUARI obi't Zvolle CAROLUS DE BRIMEU, ILLUSTRISSIMUS COMES DE MEGEN. 

Deze herontdekking was aanleiding voor het plaatsen van een standbeeld boven zijn graf. Het werd gemaakt door Frans Donkers en was klaar in 1853. Het eren van de laatste graaf van Megen was voor de rooms-katholieke gemeenschap een antwoord op de plaatsing van standbeelden van Willem van Oranje in Den Haag in 1845 en 1848.
Bij de bouw van het nieuwe stadhuis in Megen in 1938 werd de ruimte ervoor ingericht als plein. Het standbeeld van de graaf verhuisde van de begraafplaats naar dit plein, dat zijn naam kreeg: Carolus de Brimeuplein.

## Voorouders
| Voorouders van Karel van Brimeau                             | Voorouders van Karel van Brimeau                                       | Voorouders van Karel van Brimeau                                       | Voorouders van Karel van Brimeau                                                  | Voorouders van Karel van Brimeau                                                  | Voorouders van Karel van Brimeau                         | Voorouders van Karel van Brimeau                         | Voorouders van Karel van Brimeau                         | Voorouders van Karel van Brimeau                         |
| ------------------------------------------------------------ | ---------------------------------------------------------------------- | ---------------------------------------------------------------------- | --------------------------------------------------------------------------------- | --------------------------------------------------------------------------------- | -------------------------------------------------------- | -------------------------------------------------------- | -------------------------------------------------------- | -------------------------------------------------------- |
| Overgrootouders                                              | Johan II van Brimeau (1397-1441) ∞ Maria van Mailly (1410-1470)        | Johan II van Brimeau (1397-1441) ∞ Maria van Mailly (1410-1470)        | Jacob van Rambures (1425-1515) ∞ Maria Antoinette van Bergues-Saint Winoc (1425-) | Jacob van Rambures (1425-1515) ∞ Maria Antoinette van Bergues-Saint Winoc (1425-) | ? (-) ∞ ? (-)                                            | ? (-) ∞ ? (-)                                            | ? (-) ∞ ? (-)                                            | ? (-) ∞ ? (-)                                            |
| Grootouders                                                  | Guy van Brimeau (1433-1476) ∞ 1462 Antoinette van Rambures (1449-1517) | Guy van Brimeau (1433-1476) ∞ 1462 Antoinette van Rambures (1449-1517) | Guy van Brimeau (1433-1476) ∞ 1462 Antoinette van Rambures (1449-1517)            | Guy van Brimeau (1433-1476) ∞ 1462 Antoinette van Rambures (1449-1517)            | ? (-) ∞ ? (-)                                            | ? (-) ∞ ? (-)                                            | ? (-) ∞ ? (-)                                            | ? (-) ∞ ? (-)                                            |
| Ouders                                                       | Eustache van Brimeau (1475-1547) ∞ Barbara van Hille (-)               | Eustache van Brimeau (1475-1547) ∞ Barbara van Hille (-)               | Eustache van Brimeau (1475-1547) ∞ Barbara van Hille (-)                          | Eustache van Brimeau (1475-1547) ∞ Barbara van Hille (-)                          | Eustache van Brimeau (1475-1547) ∞ Barbara van Hille (-) | Eustache van Brimeau (1475-1547) ∞ Barbara van Hille (-) | Eustache van Brimeau (1475-1547) ∞ Barbara van Hille (-) | Eustache van Brimeau (1475-1547) ∞ Barbara van Hille (-) |
| Karel van Brimeau (ca. 1523-1572).... George (ca. 1524-1571) |                                                                        |                                                                        |                                                                                   |                                                                                   |                                                          |                                                          |                                                          |                                                          |